# 大陆会议

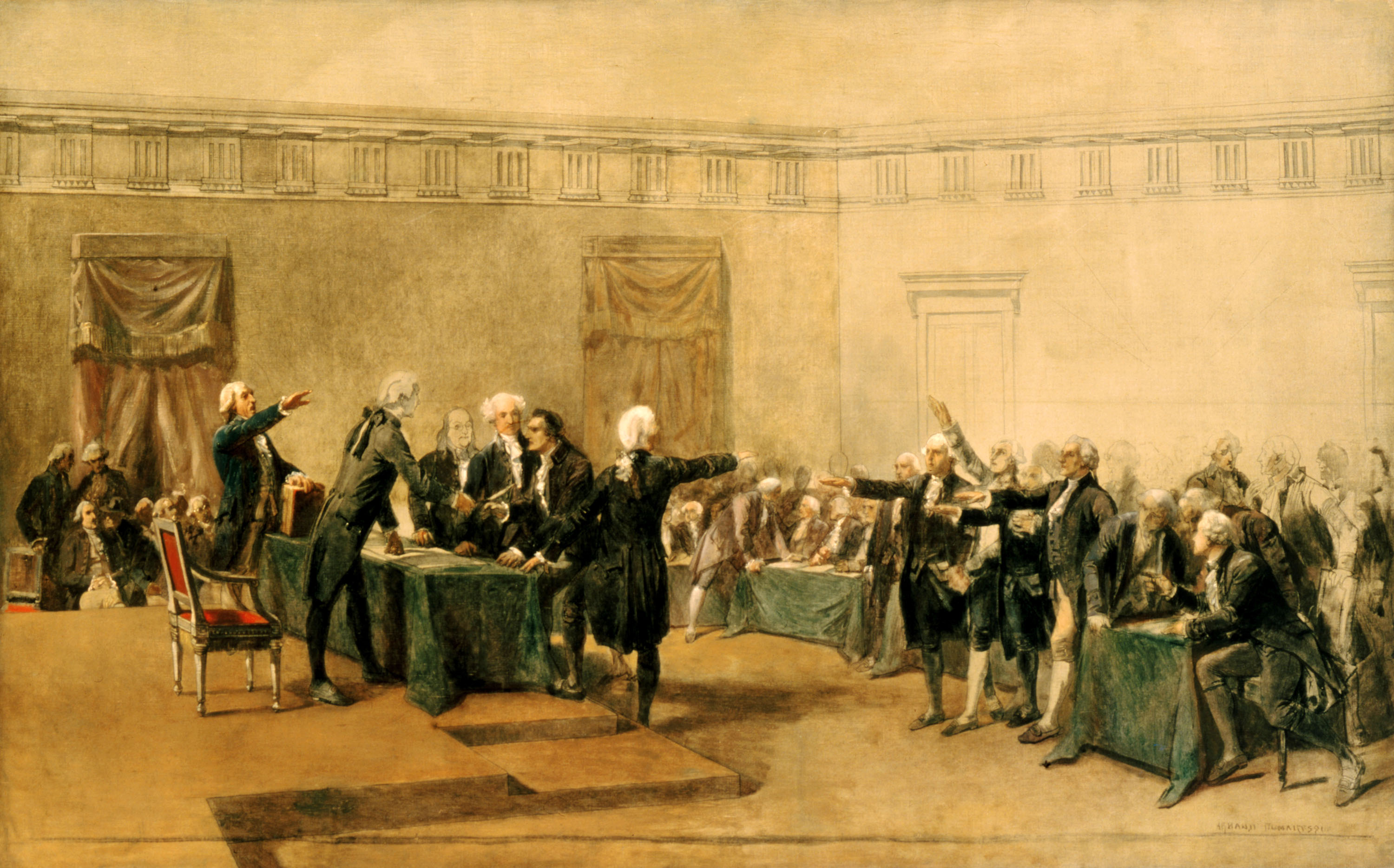
第二次大陸會議簽署美國獨立宣言，油畫約繪於1783年

大陸會議（英語：Continental Congress），或作大陸議會，是指美国创始十三州在1774年至1789年間組成的临时性聯合議會，是為美國國會的前身。
大陸會議與美國革命息息相關。18世紀中葉，英國與其北美殖民地之間的經濟爭議不斷升級。1773年波士頓倒茶事件後，英國國會向麻薩諸塞州實施《強制法案》，激化北美殖民地的反抗情緒。當時麻省的輝格派認為英國的納稅政策與《強制法案》，俱侵犯殖民者的權利，故此他們號召北美各個殖民地的殖民地議會派出代表，共謀應付對策。

## 第一次大陸會議
1774年9月5日至10月26日，在麻薩諸塞和維吉尼亞的號召下，除喬治亞以外的12個北美殖民地、共56位代表於賓夕法尼亞州費城召開第一次大陸會議。
麻薩諸塞的代表有山繆·亞當斯，山繆的堂弟約翰·亞當斯（後成為美國第二任總統），代表團長約翰·漢考克等人。維吉尼亞則派出了喬治·華盛頓（後來成為美國第一任總統）、派屈克·亨利、理查德·亨利·李、和代表團長佩頓·倫道夫等人。佩頓·倫道夫當選為會議主席，約翰·亞當斯在會上最活躍，是會議的靈魂人物。
第一次大陸會議一共有三項重要決議：約翰·亞當斯起草的《殖民者權利宣言》（闡述殖民者反抗原因、困境及應得之權利）、《大陸協定》（決議1774年12月起開始罷買英貨）、及《致英王請願書》（要求撤回《強制法案》並重申向英王效忠）。此外，議會同時決議在1775年5月召開第二次會議，以跟進英國國會的反應，並且邀請英屬魁北克省等其他殖民地加入會議。

## 第二次大陸會議（1775年–1781年）
第二次大陸會議召開前夕，爆發了列星頓和康科德戰役，這場戰爭亦被視為英方對殖民地訴求的回應。第二次會議在1775年5月10日召開，與會者大致與第一次相同：魁北克省未派員出席，而喬治亞州要待到在7月才正式選派議員。第二次會議通過兩項重要決議：《武裝宣言》（闡述殖民者拿起武器反抗的權利、仍重申效忠英國）、以及向英國遞交《橄欖枝請願書》（再重申效忠英國）。此外，會議也開始統籌戰爭。1775年6月15日，第二次會議任命維吉尼亞州議員喬治·華盛頓為大陸軍總司令，前往支援波士頓戰役的麻省民兵；議會亦開始籌募士兵補給，並發行紙幣。
自1775年中葉起，大陸會議試圖擔任北美十三州的共同領導機構。1776年7月4日，大陸會議發表《美國獨立宣言》後，正式成為北美十三州的共同領導機構，不過會議實際上仍非常依賴十三州議會所提供的財政及軍事支援。1776年12月及1777年9月，大陸會議兩度因英軍攻勢而逃離費城，再加上大陸紙幣不斷貶值，而會議又不能付清士兵的服役及退役薪資，使會議威信嚴重受損。
此外，各州代表對於永久性邦聯的設立存有相當大分歧，致使《邦聯條例》雖已在1776年開始起草，並在1777年交付予各州簽署，卻要到1781年3月1日才獲得十三殖民地全數批准。《邦聯條例》通過後，第二次大陸會議宣告結束，並更名為邦聯議會（議員仍繼續使用大陸議會稱號）。

## 邦聯議會（1781年–1789年）
邦聯議會仍然維持一院制架構，但其威信卻不斷滑落。1783年6月20日，部分美利堅民兵不滿議會可能拒付欠薪而進入費城，並向財政較為寬裕的賓夕法尼亞州議會請願。當時邦聯議會感到威脅，請求賓夕法尼亞州議會派出民兵保護，卻遭到州議會拒絕。結果邦聯議會只能第三次離開費城。
此外，邦聯議會也受到《邦聯條例》各種漏洞困擾。1783年9月3日，英美外交代表在巴黎簽署巴黎條約，結束美國獨立戰爭，但按照《邦聯條例》，邦聯議會在「有關大陸的重要決議」，都必須有最少九個州份議員出席，結果議會要到1784年1月才湊夠人數，正式批准巴黎條約。同樣的情況在華盛頓於12月向議會辭職時又再發生。1785年及1787年，邦聯議會先後通過《1785年土地條例》及《西北條例》，確立美國的土地政策以及西部拓展政策，又在1786年召開安納波利斯會議，嘗試改革聯邦政府。受到1787年謝司叛亂刺激，邦聯議會終於在同年於費城召開美國制憲會議，修改《邦聯條例》並制訂《美利堅合眾國憲法》。隨著《美利堅合眾國憲法》通過，邦聯議會在1789年3月4日終告解散，由兩院制的美國國會取代。